# Port lotniczy La Abrak
Port Lotniczy La Abrak – międzynarodowy port lotniczy położony 19 km na wschód od centrum miasta Al-Bajda, w Libii.

## Linie lotnicze i połączenia
| Linia Lotnicza    | Kierunek                                                         |
| ----------------- | ---------------------------------------------------------------- |
| Afriqiyah Airways | 1. Aleksandria 2. Amman 3. Stambuł 4. Malta 5. Monastyr 6. Tunis |
| Libyan Airlines   | 1. Aleksandria 2. Stambuł 3. Dżudda 4. Trypolis-Mitiga 5. Tunis  |